# تونس في بطولة العالم لألعاب القوى 2011
 شاركت تونس في بطولة العالم لألعاب القوى 2011 من 27 أغسطس إلى 4 سبتمبر في دايجو، بكوريا الجنوبية.

## اختيار الفريق
تم الإعلان عن فريق من 5 رياضيين لتمثيل البلاد في الحدث.

## الحاصلون على ميداليات
فازت المنافسة التالية من تونس بميدالية في البطولة 

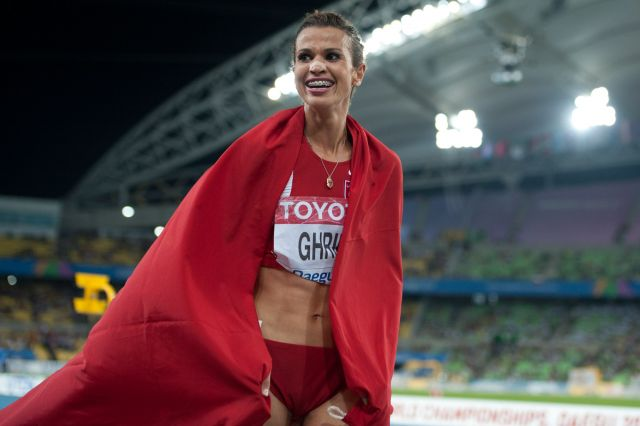
حبيبة الغريبي فازت بميدالية ذهبية في 3000 متر حواجز سيدات